# Bis(cyklooktatetraen)železo
Bis(cyklooktatetraen)železo (zkráceně Fe(cot)2) je organokovová sloučenina železa se vzorcem Fe(C8H8)2. Jedná se o černou pevnou látku, citlivou na vzduch, rozpustnou v diethyletheru a aromatických rozpouštědlech. V roztocích se po několika dnech rozkládá, a to i v inertních atmosférách.
Tato sloučenina nemá praktické využití, byla však zkoumána jako možný zdroj rozpustného Fe0.

## Příprava
Fe(cot)2 se připravuje za nepřístupu vzduchu redukcí acetylacetonátu železitého s triethylhliníkem a cyklooktatetraenem:
2 Fe(C5H7O2)3 + 4 C8H8 + 6 Al(C2H5)3 → 2 Fe(C8H8)2 + 6 Al(C2H5)2(C5H7O2) + 3 C2H4 + 3 C2H6

## Struktura
Oba cyklooktatetraenové ligandy se na železo nevážou stejně, takže se sloučenina často popisuje vzorcem Fe(η4-C8H8)(η6-C8H8). Jeden z cyklooktatetraenových kruhů se váže přes dvě sousední dvojné vazby, druhý přes tři. Tyto interakce jsou podobné jako u (η4-C8H8)Fe(CO)3. Dvojice rovinných skupin tvořených atomy uhlíku v polohách 1,2,7,8 a 3,4,5,6,7 svírají úhel o velikosti 33°. Tvar a koordinace druhého kruhu se podobají (η6-C8H8)Mo(CO)3. Nekoordinovaná dvojná vazba je podobně dlouhá jako běžná dvojná vazba.